# Гусев (град)
Гусев (на руски: Гусев) е град в Русия, административен център на Гусевски район, Калининградска област. Населението на града към 1 януари 2018 е 28 300 души.